# Русских, Алексей Юрьевич
Алексе́й Ю́рьевич Ру́сских (род. 17 июля 1968, Ижевск) — российский государственный и политический деятель. Губернатор Ульяновской области с 4 октября 2021 (врио 8 апреля — 4 октября 2021). Кандидат экономических наук (2004).
Сенатор Российской Федерации — представитель от исполнительного органа государственной власти Московской области с 17 сентября 2018 по 8 апреля 2021. Депутат Государственной Думы Федерального собрания Российской Федерации V—VII созывов (2007—2018).
Член совета некоммерческого партнёрства «Национальное объединение организаций экспертизы в строительстве» (НОЭКС).

## Биография

### Ранние годы
Родился 17 июля 1968 года в Ижевске в семье инженеров. Среднюю школу окончил с золотой медалью. В 1991 году с отличием окончил машиностроительный факультет МГТУ им. Н. Э. Баумана по специальности «инженер-электромеханик».

### Карьера на предприятиях
В 1992—2002 годах работал на руководящих постах на различных предприятиях, в том числе на должности заместителя директора по снабжению и сбыту Новосибирского металлургического комбината им. Кузьмина, входящего в группу компаний «Эстар».
В 2002 году окончил Академию народного хозяйства при Правительстве Российской Федерации по специальности «финансы и кредит». Кандидат экономических наук (тема диссертации: «Инвестиции российских предприятий за рубежом»).
До 2007 года работал директором по экономике и финансам ГУП Московской области по внедрению новых технологий, материалов и оборудования «Дорпрогресс» (ГУП МО «Дорпрогресс»), которое находилось в ведении ГКУ Московской области «Управление автомобильных дорог Московской области „Мосавтодор“». Предприятие располагалось в посёлке Пролетарский Серпуховского района. Генеральным директором был Дмитрий Валентинович Филиппов.

## Депутат Госдумы
V созыв (2007—2011)
Как говорит сам Русских в автобиографии на своём сайте, с 2003 года он «стал активно сотрудничать с Московским областным отделением КПРФ».
Осенью 2007 года были назначены выборы в Государственную думу 5 созыва. Выборы проходили по пропорциональной системе. Алексей Русских был включён в список КПРФ, шёл в региональной группе Московская область под № 5, после Владимира Кашина, Николая Васильева, Сергея Собко, Валентина Куликова. По итогам выборов КПРФ получила 57 мест. Депутатский мандат Алексею Русских передал ему глава московского областного отделения КПРФ Николай Васильев, отказавшийся от места в парламенте. В Государственной думе V созыва входил во фракцию КПРФ.
В ноябре 2008 года избран членом ЦК КПРФ.
VI созыв (2011—2016)
Осенью 2011 года были назначены выборы в Государственную думу VI созыва. Выборы проходили по пропорциональной системе, депутаты впервые избирались на 5 лет. Алексей Русских был включён в список КПРФ, шёл в региональной группе Московская область под № 2, после Николая Васильева. По итогам состоявшихся 4 декабря 2011 года выборов КПРФ получила 92 мандата. 21 декабря 2011 года Русских вновь получил мандат депутата Государственной думы. В Госдуме возглавил комитет по земельным отношениям и строительству.
VII созыв (2016—2018)
Выборы в выборы в Государственную думу VII созыва были назначены на 18 сентября 2016 года и проходили по смешанной системе. Русских баллотировался одновременно в составе списка КПРФ, где шёл в региональной группе № 27 Московская область под № 2, после Николая Васильева, и в избирательном округе № 120 «Красногорский» Московской области. По итогам выборов список КПРФ получил 42 мандата из которых группе № 27 был передан один. Николай Васильев от мандата отказался и он был передан Алексею Русских. На выборах в одномандатном избирательном округе № 120 Красногорский (Московская область) занял второе место, уступив представителю «Единой России» М. Л. Шаккуму.
В Госдуме VII созыва занимал должность первого заместителя председателя комитета по транспорту и строительству.

## В Совете Федерации
17 сентября 2018 года избранный губернатором Московской области на второй срок Андрей Воробьёв назначил Алексея Русских членом Совета Федерации — представителем правительства Московской области (исполнительного органа государственной власти). Он сменил на этой должности члена «Единой России» Юрия Липатова. При этом Русских сдал мандат депутата Госдумы, который перешёл к Михаилу Авдееву, бывшему депутату Госдумы VI созыва.
В Совете Федерации занимал должность заместителя председателя комитета по экономической политике.

## Губернатор Ульяновской области
8 апреля 2021 года президент России Владимир Путин назначил Алексея Русских временно исполняющим обязанности губернатора Ульяновской области до вступления в должность лица, избранного губернатором Ульяновской области. 19 сентября 2021 года победил на выборах губернатора Ульяновской области. 4 октября 2021 года официально вступил в должность губернатора Ульяновской области.

## Санкции
24 февраля 2023 года Госдепом США Русских включён в санкционный список лиц причастных к «осуществлению российских операций и агрессии в отношении Украины, а также к незаконному управлению оккупированными украинскими территориями в интересах РФ», в частности за «призыв граждан на войну в Украине».
1 апреля 2023 года внесён в санкционный список Украины как «глава государственного органа, осуществлявший поддержку/поощрение/публичное одобрение политики РФ, направленной на проведение военных действия и геноцид гражданского населения в Украине».

## Семья
Супруга Ольга. Двое детей — Артём и Татьяна, два внука.

## Награды и звания
- Орден Дружбы (2023, Донецкая Народная Республика)[18].
- Почётная грамота правительства Российской Федерации (2013)[19].
- 2 июля 2009 года присвоено звание Почётного гражданина Пошехонского района Ярославской области[20].